# Atretochoana eiselti
Atretochoana eiselti är en groddjursart som först beskrevs av Taylor 1968.  Atretochoana eiselti ingår i släktet Atretochoana och familjen Caeciliidae. IUCN kategoriserar arten globalt som otillräckligt studerad. Inga underarter finns listade.